# 南海電気鉄道のダイヤ改正
南海電気鉄道のダイヤ改正（なんかいでんきてつどうのダイヤかいせい）では、南海電気鉄道（南海）の鉄道線において実施された歴代のダイヤ改正について南海線・空港線系統と高野線・泉北線系統（泉北高速鉄道時代も含む）と分けて述べる。1971年に廃止された和歌山軌道線と1980年12月1日に阪堺電気軌道に分離された大阪軌道線、2006年4月1日に和歌山電鐵へ譲渡された貴志川線関連のダイヤ改正については省略する。
ダイヤ改正の名称にはダイヤ改正のほか、ダイヤ改定（1994年南海時刻表）、ダイヤ変更（2007年 - 2014年に行われたもののニュースリリース）、ダイヤ修正（2023年以降に行われたもののニュースリリース）などがあり、一定していない。

## 南海線・空港線系統のダイヤ改正の変遷

### 1910年代以前

#### 1897年10月1日
堺 - 佐野（現・泉佐野）間の開業に伴う改正。当時は難波 - 堺間と堺 - 佐野間で軌間が異なるため、堺駅で系統を分離していた。
- 堺 - 佐野間に7往復を運行。堺駅の発車時刻は始発が午前6時10分、終発が午後8時10分であった。

#### 1897年12月15日
佐野 - 尾崎間の開業（同年11月9日）および阪堺鉄道（難波 - 堺間）区間の改軌に伴う、難波 - 尾崎間の直通運転の実施に伴う改正。
- 難波 - 尾崎間に1日9往復を運行。同区間の所要時間は1時間59分であった。

#### 1898年10月22日
難波 - 和歌山北口（現・廃止）間の開業に伴う改正。
- 難波 - 和歌山北口間に1時間半間隔で1日11往復、加えて難波 - 堺間では同区間のみの列車22往復を合わせて30分間隔で運行。難波 - 和歌山北口間の所要時間は2時間27分であった。

#### 天王寺支線の開業
1900年10月26日に天王寺支線が開業。1901年9月20日には天下茶屋 - 住吉間に天王寺支線用の第三線新設の認可を得て、同年10月5日には関西鉄道との直通運転を開始し、住吉 - 大阪間を貨客混合列車が1時間間隔で運行した。

#### 1903年3月21日
難波 - 和歌山市間の全線開業および和歌山市駅と紀和鉄道線（現・JR西日本和歌山線）を結ぶ連絡線の開通、第五回内国勧業博覧会の開催（同年3月1日 - 7月31日）に伴う改正。
- 難波 - 和歌山市間に11往復、加えて紀和鉄道との連絡のために急行列車を1往復運行。同区間の所要時間は普通が2時間半、急行が2時間。急行の停車駅は住吉、堺、浜寺（現・浜寺公園）、岸和田、佐野。なおこの急行列車は同年4月1日より紀和鉄道の五条駅への直通を開始している。
- 難波 - 堺間の列車の一部を浜寺に延長。
- 天王寺支線は天王寺 - 住吉間、天王寺 - 堺間を交互に9往復ずつ運行。

#### 1903年8月
- 天王寺支線について、住吉 - 大阪で午前6時から午後9時まで1時間間隔で列車を運行[1]。

#### 1905年2月
- 難波 - 堺間の列車の一部を浜寺公園に延長（延長区間は不定期列車）[1]。

#### 1906年4月23日
- 急行を午前1往復、午後1往復の2往復に増発し、それぞれに浪花号、和歌号の名称を付与。難波 - 和歌山市間の所要時間を1時間50分に短縮[1]。
- 混合列車は難波 - 和歌山市間に7往復を運行。同区間の所要時間は2時間50分[1]。
- 難波 - 堺間の列車のうち、8往復を難波 - 貝塚間に延長する[1]。

#### 1907年8月21日
難波 - 浜寺公園間の電化に伴う改正。
- 難波 - 和歌山市間で運行されていた混合列車を7往復から3往復に減便し、新たに浜寺公園 - 和歌山市間の混合列車を3往復設定[4]。
- 難波 - 貝塚間の列車を浜寺公園 - 貝塚間に短縮[1]。
- 難波 - 葛葉（現・高石）間の列車9往復を新設[1]。
- 難波 - 浜寺公園間では1時間に5往復の電車を運行[4]。蒸気列車と合わせ、1時間に6往復の運行とする[1]。

#### 1907年11月11日
- 天王寺支線の電化に伴い、天王寺駅からの直通運転を廃止[3]。
- 天王寺 - 住吉間に30分間隔で電車を運行[1]。

#### 1911年11月21日
難波 - 和歌山市間の全線電化完了に伴う改正。
- 難波 - 和歌山市間では午前5時 - 午後10時まで48分ごとに以下の列車を運行。この他、難波 - 浜寺公園には不定期列車も運行。
  - 難波 - 和歌山市：1本（所要時間：1時間50分）
  - 難波 - 佐野：1本
  - 難波 - 浜寺公園：2本
  - 難波 - 堺：4本
  - これにより、浜寺公園 - 佐野間では24分間隔、堺 - 浜寺公園間では12分間隔、難波 - 堺間では6分間隔の運行となる。
- 急行を廃止。
- 従来混合列車および臨時貨物列車によって輸送していた貨物について、混合列車を廃止したため、難波 - 和歌山市間に3往復、および天王寺 - 葛葉間に貨物列車を設定。

#### 加太線の開業
加太軽便鉄道が1912年6月16日に和歌山口（紀の川西岸） - 加太間を開業、1914年9月23日に和歌山口駅を南海和歌山市駅に隣接する場所に移設した。なお、現在の加太線の一部となる紀ノ川 - 東松江間は松江線として1944年10月1日に開業する。

#### 1915年5月
- 難波 - 和歌山市間の列車に「直通列車」という名称を付与し、浜寺公園駅以北の小駅を通過する[1]。
- 日中の列車の運行間隔を以下の通りとする[1]。
  - 難波 - 和歌山市（直通列車）：30分間隔
  - 難波 - 浜寺公園：15分間隔
  - 難波 - 堺：約7分間隔
  - 天王寺 - 天下茶屋：20分間隔

#### 高師浜支線の開業
1918年10月に高師浜支線羽衣 - 伽羅橋間の開業に伴い、堺・浜寺公園折り返しの列車を一部延長・不定期列車の定期列車への格上げにより難波 - 伽羅橋間の直通運転を行う。高師浜支線での運転間隔は15分。

### 1920年代

#### 1922年12月5日
- 全線複線化により急行の運転を再開する。本数は午前2往復、午後2往復で、難波 - 和歌山市間の所要時間は1時間35分[6][7]。

#### 1923年10月10日
- 蒸気機関車による運行を廃止[6]。

#### 1924年7月26日
『車両発達史シリーズ 5 南海電気鉄道 上巻』では大正7年（1918年）の改正と記載されているが、『関西の鉄道 No.41』で誤植であると述べられている。
- 急行を午前7時から午後9時まで1時間間隔で運行し、難波 - 和歌山市間の所要時間を1時間30分に短縮する[6][7][5]。
- 従来は難波 - 浜寺公園間の一部の駅を通過していた難波 - 和歌山市間の「直通」について、一部の列車を「各駅停車直通」と称し[1]、全区間で各駅への停車を行う[7]。
- 難波 - 泉佐野間の区間電車を一部尾崎駅まで延伸する[1]。
- 日中の列車の運行間隔を以下の通りとする（通過列車を含む）[1]。
  - 尾崎 - 佐野：20分
  - 佐野 - 浜寺：12分
  - 浜寺 - 住ノ江：6分
  - 住ノ江 - 難波：3分

#### 1926年12月3日
天下茶屋 - 粉浜間の複々線化に伴う改正。
- 急行の一部を置き換え、特別急行電車（特急）の運行を開始。7往復の運行で、停車駅を龍神（現・堺）、浜寺公園、岸和田、佐野とし、難波 - 和歌山市間の所要時間を1時間15分に短縮する[10][7]。
- 急行は泉佐野以南の停車駅の増加により[1]難波 - 和歌山市間の所要時間が1時間35分に延ばされる[7]。
- 高師浜支線への難波からの直通運転を取りやめ、羽衣 - 高師浜間の区間折り返し運転とする[1]。
- 難波 - 尾崎間の列車を日中は佐野折り返しとする[1]。

#### 1929年7月
- 高師浜支線への難波からの直通運転を再開[1]。

### 1930年代

#### 1930年6月21日
- 日中の優等列車について、特急、急行、直通が毎時1本ずつ運行されるダイヤとする[7]。
  - 特急を15往復に増発し、難波 - 和歌山市間の所要時間を60分に短縮[11][7]。
  - 急行も難波 - 和歌山市間の所要時間を75分に短縮[11][7]。停車駅を住吉公園、龍神、浜寺公園、大津（現・泉大津）、岸和田、貝塚、佐野、吉見ノ里、岡田浦、樽井、尾崎、淡輪とする[7]。また、佐野 - 尾崎間が各駅停車となったため、尾崎 - 和歌山市間に補完の列車を新設する[7]。
  - 夜間時間帯に佐野 - 和歌山市間各駅停車の急行を2往復設定する[1]。
  - 直通の停車駅を天下茶屋、岸ノ里、住吉公園、堺、龍神、浜寺公園、羽衣以南の各駅とし[7]、従来通過していた助松（現・松ノ浜）、忠岡、鶴原にも停車する[1]。これにより難波 - 和歌山市間の各駅停車を廃止[1]。
- 日中の列車の運行間隔を以下の通りとする（特急、急行を除く）[1]。
  - 難波 - 羽衣：6分
  - 羽衣 - 佐野：20分
  - 佐野 - 和歌山市：30分

#### 1931年8月20日
天王寺支線の複線化に伴う改正。
- 従来天王寺 - 粉浜間で20分間隔で運行していた列車に加え、天王寺 - 天下茶屋間の列車を新設し、同区間を10分間隔とする。
- 天王寺発の終発の繰り下げ。
- 天王寺 - 粉浜間の列車の一部を不定期列車として浜寺公園に延長する。

#### 1931年12月19日
粉浜 - 住吉公園間の複々線化に伴う改正。
- 天王寺 - 粉浜間の列車を住吉公園に延長する。

#### 1933年2月16日
- 国鉄城東線（現・大阪環状線の東側）の電化に伴い、天王寺支線を増発[12]。天王寺 - 浜寺公園間の不定期列車について、定期列車に格上げの上、大津駅に延長する[1]。

#### 1933年6月15日
- 朝夕に難波 - 岸和田間に通勤特急を8往復運転[7]。
- 急行の一部が吉見ノ里、岡田浦、樽井、尾崎を通過とする。従来通りこの4駅に停車する急行は円盤の周囲を青で囲んだため「まる急」、「青まる急行」と呼ばれるようになる。日中は通常の急行と「青まる急行」を毎時1本ずつ運行するダイヤとなる[7]。
- 難波 - 住吉公園間の列車を毎時6 - 8往復設定[1]。
- 天王寺 - 大津間の列車を岸和田または貝塚まで延長[1]。
- 和歌山市 - 尾崎間の列車を佐野まで延長[1]。
- 難波 - 和歌山市・佐野・高師浜間の列車は今宮戎、萩ノ茶屋、岸ノ里、玉出、粉浜を通過とする[1]。
- 住ノ江 - 紀ノ川間各駅の停車時分を30秒から18秒に短縮[1]。

#### 1934年11月17日
- 紀勢西線への乗り入れを開始。難波 - 白浜口（現・白浜）間で月 - 金曜日に平日列車、土曜日に黒潮列車の難波発便、日曜日に黒潮列車の白浜口発便と日曜列車が運行される。黒潮列車は難波 - 和歌山市間を58分で、平日列車と日曜列車は特急に連結されて難波 - 和歌山市間を60分で走破した[13]。

#### 1935年3月29日
この改正でのダイヤは『関西の鉄道 No.41』に掲載されている。
- 紀勢西線の紀伊富田 - 紀伊椿（現・椿）間開業に伴い、黒潮列車の難波 - 和歌山市間所要時間を55分に短縮[13][8]。

#### 1936年10月30日
- 紀勢西線の紀伊椿 - 周参見間開業に伴い、平日列車の上り列車の和歌山市駅発車時刻を変更[14]。

#### 1937年12月1日
- この日をもって黒潮列車を廃止（ただし年始の臨時黒潮号は1940年まで運行）[13][14]。

#### 1938年10月1日
同年9月10日の難波 - 天下茶屋間の高架複々線化完成に伴う改正。
- 優等列車のダイヤを変更[7]。
- 複々線の東側2線を用いて、難波 - 住吉公園間で毎時10本の運行を行う[15]。

### 1940年代

#### 1940年8月8日
- 紀勢西線の和歌山（現・紀和） - 紀伊木本（現・熊野市）間の全通に伴い、紀勢西線への直通を阪和電気鉄道の路線に一本化するため廃止[16][14]。なお阪和電気鉄道は同年12月1日に南海鉄道へ吸収合併された。

#### 1941年6月10日
- 特急を廃止[15]。

この後の1942年10月11日に12時間制を24時間制に改めている。

#### 1944年6月1日
- 多奈川支線が開業[9][16]。
- 急行から直行に種別名を変更。直行の停車駅については、急行と同じだったと思っているという旨が『関西の鉄道 No.52』に記載されている[15]。

#### 1944年10月1日
- 松江線（現・加太線の紀ノ川 - 東松江間）が開業[9]。当初は住友金属専用線発着の貨物列車のみが運行されていた[16]。

#### 1946年7月1日
- 通勤時間帯に4往復程度急行運転を再開[17]。

#### 1948年4月21日
- 5 - 21時台において、難波駅を毎時0分に急行（早朝、深夜は準急行）が、毎時30分に準急行（ラッシュ時は急行）が発車するダイヤとする。当時の急行の停車駅は龍神（現・堺）、羽衣、泉大津、岸和田、貝塚、佐野（現・泉佐野）、尾崎、南淡輪（現・みさき公園）であり、準急行は泉佐野 - 和歌山市間で各駅に停車していた[18]。

#### 1948年ごろ
- 関西汽船の深日 - 徳島航路開通に伴い、多奈川発着の四国連絡急行を運行開始。
  - 具体的な年月日について、『関西の鉄道 No.21』では1946年、『関西の鉄道 No.41』では1948年11月3日、『関西の鉄道 No.52』では1948年11月23日としている。また、『南海電気鉄道百年史』では1948年11月3日に深日港 - 淡路・四国連絡航路が開設されたとしており、『関西汽船25年の歩み』でも小松島／深日線について同日の開設であるとしている。

#### 1949年4月25日
- 急行、準急行でスピードアップを実施[18]。
- 和歌山市駅7時発難波駅8時15分着のノンストップ特急を新設[17][18]。

この後の1949年6月20日に天王寺支線の曳舟駅、大門通駅を廃止している。

### 1950年代

#### 1950年7月15日
- 加太線の旅客列車について北島経由を取りやめ、松江線および紀ノ川駅経由とし、残された和歌山市 - 北島 - 東松江間は小型の車両による折り返し運転となる[17]。

#### 1951年4月6日
- 紀勢西線への乗り入れを再開[17]。新宮発着の夜行列車1往復と、くろしお（準急[18]または快速[14]）が白浜口行きは土曜日に、難波行きは日曜日に1本ずつ設定される[18][14]。

#### 1951年5月1日
- スピードアップを実施[17]。標準的な難波 - 和歌山市間の所要時間は特急（泉佐野、岸和田に停車）が67分、急行が75分となる[18]。
- 急行を毎時2本に増発し、普通泉佐野発着を和歌山市発着に延長[18]。

#### 1952年4月1日
- スピードアップを実施。標準的な難波 - 和歌山市間の所要時間は特急が60分、急行が70分となる[17]。
- 日中に岸和田 - 和歌山市間で各駅に停車する準急行が設定される。難波駅を毎時15分と45分に発車していた[18]。

#### 1953年9月15日
- 和歌山市 - 北島間を休止し、北島 - 東松江間で引き続き折り返し運転を実施[17]。和歌山市 - 北島間は1955年2月15日に廃止され[9]、その際に松江線および加太線（東松江 - 加太）を加太支線に、加太線（北島 - 東松江）を北島支線に改称している[17]。

#### 1954年10月1日
- 11001系・12001系の竣工により、特急を朝2往復、夕方2往復に増発[17]。停車駅を龍神、泉大津、岸和田、貝塚、泉佐野とするが、所要時間は変わらず60分とする[18]。
- くろしお号に連絡準急行料金を制定する[17]。

#### 1955年4月21日
- 七道 - 龍神間の線路の移設を行うとともに、龍神駅と堺駅を統合し堺駅（新）とする[17]。

この後の1955年8月23日に羽倉崎車庫の使用を開始している。

#### 1956年5月6日
- 和歌山港線の開通により、四国航路と接続する難波 - 和歌山港（初代、後の築港町駅）間の急行「あわ号」を運転開始[17]。

#### 1957年7月1日
- 四国連絡列車を増発[17]。

この後の1957年9月3日に特急及び急行の一部5両編成運転を開始している。

#### 1959年7月15日
- 難波 - 白浜口間でディーゼル車（キハ5501形・キハ5551形）により準急きのくに号の運行を開始[17]。

### 1960年代

#### 1960年1月20日
- 高石町（現・高石） - 難波間に準急行を新設[17]。

#### 1960年12月25日
- 南海汽船の四国航路増便に伴い、連絡列車「あわ号」を増発[17]。

#### 1961年2月1日
- 難波 - 新宮間でディーゼル車により準急「南紀号」の運行を臨時列車として開始[17]。

#### 1961年3月1日
- 準急「南紀号」が定期列車となる[19]。
- 難波 - 新宮間の紀勢本線乗入れ夜行普通列車（南海本線内は特急列車扱い）のうち、新宮発難波行が廃止され、難波発の片道運行となる。この列車は和歌山市駅早朝4時30分発であった[20]。これに伴い、天王寺行き「南紀」2号に南海線難波駅着の客車が連結するようになる[21]。

#### 「あわ号」の特急格上げ
『関西の鉄道 No.41』の63ページには1961年10月1日、『南海電気鉄道百年史』の巻末年表では1962年4月12日と記載されている。また、『親和 '61 11・12合併号』に「特急」および「あわ号」と書かれたヘッドマークの写真が掲載されている。
- 「あわ号」を特急に格上げ。

#### 1962年3月1日
- 「南紀号」を難波 - 白浜口間で増発[17]。

#### 1962年4月12日
- 「あわ号」のうち、南海汽船の四国航路を経て小松島港駅で高知、多度津発着の準急「阿佐」に接続する列車を「とさ号」に改称[17]。

#### 1963年12月1日
- 急行、準急行を増発[22]。

#### 1964年12月25日
- カーフェリーきい丸の就航による増便に伴い、連絡特急「きい号」を新設[17]。

#### 1965年6月1日
- 高石町発の列車5本を春木発に[17]、浜寺公園発の列車3本を高石町発に延長[23]。これらの列車は1本を除き準急行で、堺駅まで各駅に停車する[23]。
- 淡路航路の5便化に伴い「なると号」を1往復増発[23]。

#### 1966年3月25日
- 天王寺・難波行き「南紀」2号への南海線難波駅着の客車の連結を取りやめ、昼行普通列車への連結に変更される[21]。

#### 1966年12月1日
新今宮駅開業に伴うダイヤ改正
- 日・祝日ダイヤの導入[24][25][26]。
- 四国連絡列車の停車駅を新今宮、堺、岸和田、南紀直通列車の停車駅を堺、岸和田に統一する[24]。
- 特急・急行の6両運転が開始される[25][26]。
- 難波 - 住ノ江間の普通車19本を浜寺公園まで延長し、15分間隔から10分間隔に変更[24][26]。
- 泉佐野 - 樽井間の普通車を毎時2本増発し、15分間隔とする[24]。
- 朝ラッシュの天王寺支線を10分間隔に削減。ただし当分の間臨時列車を設定する[24]。
- 北島支線を廃止[9]。

#### 1967年7月20日
- 淡路連絡列車「なると号」を増発[27]。

#### 1968年10月1日
- 特急の列車名が行き先によって統一され、南紀直通列車は「きのくに」、四国連絡特急は「四国号」となる[28]。同時に「きのくに」のヘッドマークを国鉄と共通仕様のものから南海独自のデザインに変更した（国鉄線内も南海仕様のヘッドマークを取付とする一方で、国鉄車のヘッドマーク掲出は廃止）。
- 特急の停車駅が新今宮駅・堺駅・岸和田駅・和歌山市駅に整理される[28]。
- 難波 - 和歌山市間（南海本線区間のみ）運転の特急が一旦廃止[28]。
- 昼間時の難波 - 和歌山市間の準急行を難波 - 泉佐野間の急行に変更、これに伴い泉佐野駅発着の普通車を和歌山市駅まで運転区間を延長する[29]。

### 1970年代

#### 1970年11月23日
- 翌年の泉北高速鉄道線の開業を控え、同線直通列車のダイヤ確保のため、難波 - 住吉公園間の各停が廃止される[26]。
- 複々線区間の岸ノ里 - 住ノ江間が方向別運転に切り換え[26]。
- 高性能車が増えたことにより、特急・急行がスピードアップする[26]。
- 夕ラッシュ時の急行が10分間隔から8分間隔となる[25]。

#### 1971年3月6日
- 和歌山港支線の築港町駅 - 水軒駅間を延伸する。

#### 1972年3月15日
- 客車を使った南紀直通列車が廃止される[30]。
- 難波 - 和歌山市間運転の準急行のうち下り1本を急行に変更[30]。

#### 1972年10月1日
- 高架化工事のため、岸ノ里駅 - 住ノ江駅間の外側二線を休止し内側二線のみによる複線とし[31]、速度規制を行う。これに伴うダイヤ改正を実施[30]。

#### 1973年10月1日
- 車両性能の向上により、曲線通過速度を時速5キロメートル引き上げ[32][33]。
- 四国航路のカーフェリーへの統一に伴い、「四国号」が2時間間隔の運転となる。難波 - 和歌山市間の特急とあわせて、同区間の特急が1時間間隔となる[33]。
- 下りの急行について難波駅発車時刻を変更し、終点まで特急より先着するダイヤに変更[33]。

#### 1974年10月27日
難波駅第1期改良工事完成による南海本線新ホームの使用開始と、前年10月の架線電圧1500ボルト昇圧に伴うダイヤ改正。
- 運転時分の短縮[32]。
- 難波 - 樽井間において、6両運転が可能となる。これに伴い、普通車の一部が6両化[32][33][32]。
- ラッシュ時に6両編成の準急を増やす[32]。

#### 1977年2月28日
- 南海本線の貨物列車が全廃される[34]。

#### 1978年10月2日
- 紀勢本線の電化に伴い、南紀直通列車のうち、週末運転の1往復を廃止[33]。

### 1980年代

#### 1980年6月15日
- 玉出駅 - 住ノ江駅間の高架複々線化完成に伴うダイヤ改正[35]。

#### 1980年10月1日
- 「きのくに」の一部が特急「くろしお」に変更されたことに伴い、南紀直通列車が1往復減便[33]し2往復となる。

#### 1982年1月31日
- 堺市内連続立体交差事業に伴う仮線切り替えによるダイヤ改正[36]。

#### 1983年7月3日
- 七道駅 - 石津川駅間の高架上り線完成に伴うダイヤ改正[37]。

#### 1984年2月1日
- 国鉄のダイヤ改正による貨物列車の削減を受け、東松江 - 和歌山市・築港町間の貨物列車を廃止。これにより南海電気鉄道での貨物列車は全廃された[38]。

#### 1984年11月18日
- 天王寺支線の今池町駅 - 天下茶屋駅間が廃止される。また、同年12月10日に天王寺駅 - 今池町駅間に飛田本通駅が開業する。

#### 1985年3月14日
- 南紀直通列車が廃止される[33]。

#### 1985年11月1日
- 特急に10000系電車を投入し、列車名を「四国号」から「サザン」に変更する[39]。
- 特急の運転本数を19本から27本（うち「サザン」は22本[注釈 2]）に増発。うち8本は全車座席指定とする[39]。
- 泉佐野駅に特急が停車[39]。

#### 1987年3月27日
- 特急を2本増発し29本（うち「サザン」は22本）とする[39]。
- 全車座席指定の特急「サザン」2本を4両編成から6両編成に変更する[39]。

#### 1988年10月2日
- 特急を3本増発し32本（うち「サザン」は29本）とする[39]。
- 夜間時間帯に急行を2本増発[39]。
- 難波から和歌山市・羽倉崎までの終列車の繰り下げ[39]。

#### 1989年11月12日
- 本線の最高運転速度を105㎞/hから110㎞/hに引き上げ[40][41]。ただし高架化や橋梁の架け替えによる徐行を行っていたため、所要時分に変化がなかった[42]。
- 朝夕ラッシュ時の急行9本・一部座席指定の特急「サザン」10本が8両化[41][39]。
- 高師浜線が2両化[39]。

### 1990年代

#### 1992年7月12日
- 全ての特急「サザン」が8両編成で運行されるようになる[39]。
- 朝夕ラッシュ時の急行が8両化、増発も行われた[39]。
- 朝ラッシュ時の普通車2本が6両化[39]。
- 難波から羽倉崎・住ノ江までの終列車の繰り下げ[39]。

#### 1993年4月1日
- 天王寺支線を全線廃止。

#### 1993年4月18日
大阪市内連続立体化工事（萩ノ茶屋 - 玉出間）による南海本線の高架化の完成に伴うダイヤ改正。
- 岸ノ里駅と玉出駅を統合し、岸里玉出駅とする。
- 昼間時間帯の和歌山市発着の急行が1時間に2本から3本に増加した[39]。
- 多奈川線直通急行「淡路号」廃止[43]。
- 昼間時間帯の普通車の運転区間が変更。和歌山市発着の列車が毎時1本増える一方で、毎時2本運行していた高石発着の列車を取りやめ[39]。
- 朝ラッシュ時の樽井発の準急行1本がみさき公園まで運転区間を延長[39]。
- 多奈川線、加太線の日中の本数を毎時2本から毎時3本に増発する[44]。

#### 1994年6月15日
同日に、南海本線の枝線ではあるが、本線扱いとなる空港線が開業したことから、以後の南海本線関連のダイヤ改正の記述は空港線関連を含めて記述する。
- 空港線の開業。空港急行が運転開始される[39]。

#### 1994年9月4日
関西国際空港の開港に伴うダイヤ改正。
- 特急「ラピート」の運転が開始され、平日59本、休日60本が運行される[39]。
- 「サザン」を含む特急がみさき公園に停車するようになる[39]。
- 泉佐野駅以南で各駅に停車する準急行および羽倉崎発着の急行の種別の名称を区間急行に変更する[39]。
- 昼間時間帯の急行（空港急行を含む）、普通車がそれぞれ1時間につき、6本で運行されるようになる[39]。

#### 1994年12月18日
- 特急「ラピート」を早朝の下りと深夜の上りに1本ずつ増発[39]。

#### 1994年から1995年にかけての支線の時刻変更（詳細時期不明）
『1994南海時刻表』（南海線は1994年12月18日改定）と『1995南海時刻表』（南海線は1995年8月23日改定）を比較すると、高師浜線、和歌山港線において時刻変更が行われている。

#### 1996年10月26日
- 特急「ラピートβ」・空港急行・区間急行・準急行が天下茶屋駅に停車。1993年3月に同駅まで開業した大阪市営地下鉄堺筋線および相互直通する阪急千里線、阪急京都本線との乗り換え利便性が向上[45][46]。
- 休日ダイヤに代わり、土曜・休日ダイヤを導入[45]。

#### 1998年5月9日
- ダイヤの修正。一部の急行の発着駅を変更[46]。

### 2000年代

#### 2001年3月24日
- 特急「ラピートα」の一部が新今宮駅、天下茶屋駅に停車する[47][48]。
- 特急「サザン」が天下茶屋駅・尾崎駅に、急行が天下茶屋駅に停車する[49]。
- 昼間時間帯の急行・普通車が12分間隔の運転となり、急行は和歌山市駅発着2本・空港急行3本、普通車は和歌山市駅発着2本・みさき公園駅発着2本・樽井駅発着1本の運転となる[49]。
- 高師浜線、多奈川線、加太線、和歌山港線でワンマン運転開始[50][49]。

#### 2002年5月26日
- 和歌山港線の和歌山港 - 水軒間を廃止する。

#### 2003年2月22日
- 「ラピートα」の全列車が新今宮、天下茶屋、泉佐野、りんくうタウンに停車する[51]。これにより以上の4駅は全列車停車駅となった。
- 昼間時間帯の樽井駅発着の普通車を、羽倉崎駅発着に短縮する。
- 多奈川線の日中の列車を1時間に1本削減し、1時間に2本の運転とする。
- 加太線において、始発の繰り下げ、一部列車の削減を行う。

#### 2005年11月27日
泉佐野市内連続立体化工事による高架化の完成と和歌山港線の見直しに伴うダイヤ改正。
- 泉佐野駅が高架化。和歌山市駅方面の列車と関西空港駅方面の列車を同一ホームで乗り換えできるようになる。
- 特急「ラピートα」を平日の朝の下り3本のみの運行とし、他の便をすべて「ラピートβ」に変更する。
- 平日昼間時間帯・土休日昼間時間帯以降のダイヤパターンを変更。特急（「ラピートβ」・「サザン」・自由席特急）、空港急行または区間急行、普通車をそれぞれ約15分間隔で運行する。
  - 特急「サザン」が増発され、自由席特急と合わせ30分間隔の運転となる。
  - 昼間時間帯の急行の運転を取りやめ。
  - 空港急行は1時間に2本の運転となる。
  - 昼間時間帯の区間急行が新設された。みさき公園駅発着（土休日夕方以降は和歌山市駅発着）を1時間に2本運転する。
  - 普通車は1時間に1本削減し、和歌山市駅発着（土休日夕方以降はみさき公園駅発着）2本・関西空港駅発着2本の運転となる。
  - これらの変更により、空港線の運転本数が1時間に6本に増加。
- 平日の19 - 21時台のダイヤパターンを変更。急行、空港急行が1時間に3本ずつの運転であったものを2本ずつとし、代替として区間急行を1時間に2本運転。
- 多奈川線において、始発の繰り下げ、終電の繰り上げ、朝夕の列車の削減を行う。
- 加太線の日中の列車を1時間に1本削減し、1時間に2本の運転とする。また始発の繰り下げを行う。
- 和歌山港線の途中駅である久保町駅、築地橋駅、築港町駅が乗降客の減少により、廃止される。これにより和歌山港線の普通車を廃止し、全列車が特急「サザン」、自由席特急または急行（和歌山港線内のみを走る列車を含む）となる。

#### 2007年8月11日
これ以降、2014年10月18日変更までは「ダイヤ改正」ではなく「ダイヤ変更」として発表している。
- 特急「サザン」の増発により、尾崎以南の利便性の向上を図った。
- 土休日夕方以降のダイヤパターンを、昼間時間帯と同一のものとした。
- 2000系（2扉車）による普通車の運転を開始。
- 多奈川線、加太線において、南海本線との接続を改善。
- 先行して行われていた南海フェリーのダイヤ改正に合わせ、和歌山港線の見直しを行う。

#### 2009年10月4日
- 平日朝にラピートを1往復増発。
- 全車両座席指定「サザン」の廃止に伴う、和歌山市方面の特急の運行体系変更。
  - 全ての「サザン」を一部座席指定とし、自由席特急を2往復のみとする。
  - 平日朝と夕方以降に「サザン」を増便。これにより平日夕方以降に和歌山市方面の特急、急行が増便。

### 2010年代

#### 2012年4月1日
和歌山大学前駅開業に伴うダイヤ変更。
- 和歌山大学前駅が開業。急行、区間急行、普通車が停車する。
- 自由席特急を廃止し、和歌山市方面の特急を一部座席指定「サザン」に統一。
- 和歌山港線において、南海フェリーとの接続に特化する形で減便され、普通車の運行を再開。これにより平日は「サザン」3往復、急行2往復、普通車2往復、土休日は「サザン」4往復、普通車2往復となる[53]。

#### 和歌山港線の増発
2012年4月27日時点で、平日の和歌山港線の上り列車は9本（うち急行4本）となっており、2012年4月1日ダイヤ変更時点と比べ急行2本が増発されている。このダイヤが2012年8月31日時点まで使用されている。その後2012年9月28日時点で、増発された急行2本が普通に変更されており、このダイヤが2013年2月26日時点まで使用されている。なおいずれも平日ダイヤの下りに変更はなく、土休日ダイヤは上下とも不明である。

#### 2013年3月20日
- 一部修正。和歌山港線の普通車3往復の時刻を変更[58]。これにより、平日は「サザン」3往復、急行2往復、普通車下り3本・上り6本、土休日は「サザン」4往復、普通車下り3本・上り4本となる[59]。

和歌山大学前駅の近辺にイオンモール和歌山が開業したことに伴い、2014年3月18日より土休日昼間時間帯のみさき公園駅折り返しの区間急行を和歌山市駅まで延長した。当初は5月6日までの予定であったが、乗降人員の増加を受けて次回ダイヤ変更直前の10月12日まで継続された。

#### 2014年10月18日
- 特急「サザン」が和歌山大学駅前に停車する。
- 特急「ラピートβ」のうち、なんば駅6時発の1本と関西空港駅20時5分発以降の6本を「ラピートα」とする。
- 平日昼間時間帯・土休日昼間時間帯以降のダイヤパターンを変更。これにより、みさき公園 - 和歌山市間で増発。
  - 発車順を入れ替え、空港急行が特急を待避しないダイヤとすることで速達性を向上。
  - 区間急行みさき公園駅発着を空港急行に置き換え（土休日夕方以降を除く）。
  - 普通車関西空港駅発着を和歌山市駅発着に置き換え（土休日夕方以降を除く）。
- 平日夕方以降についても一部の区間急行を空港急行に置き換え、それに接続する普通の行先を変更。
- 関西空港行きの終電を繰り下げ。
- 終電として、関西空港駅23:40発の普通なんば駅行きを増発。

#### 2016年5月14日
- 羽衣駅の下りホームが高架化されたことに伴い[61]、高師浜線の21時以降のダイヤを変更[62]。

#### 2017年1月28日
インバウンド（訪日外国人旅行者）の増加に対応したダイヤ改正
- 特急「ラピート」の増発による、運行時間の拡大。
  - 土休日の早朝時間帯に1往復増発。
  - 全日深夜に1往復増発。
- 空港急行の増発・増車。
  - なんば駅を5時台に発車する空港急行を1本増やし、3本とする。
  - 関西空港駅を23時台に発車する空港急行を増発。関西空港駅発の終電を繰り下げ、23時55分発とする。
  - 朝・夕方以降の一部の区間急行を空港急行に置き換え、それに接続する普通の行先を変更。
  - 一部の列車を8両編成とする[63]。なお、2017年8月26日の高野線ダイヤ改正に合わせ、さらに一部の列車が8両編成となった。
- 下り最終サザンを全日なんば駅23時35分発とし、和歌山市行きの終電を5分繰り下げ。
- 泉佐野行きの急行（いわゆる白線急行）を再び設定。
- 地下鉄御堂筋線との接続を図るため、住ノ江駅行き下り最終列車の発車時刻を5分繰り下げ、なんば駅24時25分発とする。

#### 2017年の台風の影響による特別ダイヤ
2017年10月22日に台風21号の影響で、本線では樽井駅 - 尾崎駅間の男里川橋梁の線路が陥没したことから、翌10月23日より10月31日まで難波駅 - 樽井駅間と尾崎駅 - 和歌山市駅間の折り返し運転となった。次いで樽井駅 - 尾崎駅間が単線で復旧した11月1日から11月22日までの間も特別ダイヤでの運行となった。

#### 2018年の台風の影響による特別ダイヤ
2018年9月4日から台風21号の影響で、空港線が9月17日まで運休となった。火災が発生した尾崎駅は9月10日まで営業休止、待避線（1・4番線）が翌2019年4月5日まで使用不能となった。これらの影響で、特別ダイヤでの運行となった。

#### 2019年4月6日
- 平日早朝時間帯に「ラピート」1往復を増発。これによりなんば駅では全日6時台から21時台まで、ラピートが1時間に2本運行されることとなった。
- 2017年改正に続き、土休日夕方以降下りの一部の区間急行を空港急行に変更し、普通車関西空港行きを普通車和歌山市行きに変更。
- 2017年改正に続き、一部の空港急行を8両編成とした。
- 朝・夕ラッシュ時の普通車の一部を6両編成に変更した。
- 前年の火災により休止していた尾崎駅の1番線と4番線の使用が再開された[64]。

### 2020年代

#### コロナ禍の影響
新型コロナウイルス感染症の影響により、2020年4月24日より平日昼間と土・休日昼間以降のラピートを運休とした。また、2021年4月29日より難波0:25発の普通住ノ江行きを運休とした。

#### 2021年5月22日
- 南海本線・高師浜線（高石市）連続立体交差事業に伴い、高師浜線の運転を休止しバスによる代替輸送を開始。
- 空港線関連
  - 運休中の昼間時間帯の「ラピート」の運転本数を1時間に2本から1本へ減便。
  - 空港急行の減便と一部の列車を8両編成から6両編成へ減車。
- 深夜時間帯の減便
  - 22時以降の列車を、空港線を中心に減便。
  - 運休中の難波0:25発の普通住ノ江行きの運転を取りやめ、終電を繰り上げ[67]。
- その他一部の列車の運転区間の延長や減便など。

#### 2021年10月16日（高師浜線代行バス）
- 朝夕の運行間隔の見直し[68]。
- 平日朝上りを5本増便。
- 平日朝の（代行）伽羅橋（北）駅始発の代行バスを、（代行）高師浜駅始発に延長。

#### ラピートの運転再開
2021年10月30日より土・休日、2022年5月2日より平日の運転を再開した。

#### 2023年10月21日
- 昼間時間帯の「ラピート」の運転本数を1時間に1本から2本へ増便し、コロナ禍前のダイヤに戻す[71]。
- 空港急行の一部列車を6両編成から8両編成へ増車。
- 多奈川線の運行本数を見直し。
  - 平日46往復→26往復、土休日37往復→23往復へ大幅に減便。
  - 始発列車の繰り下げ、終電の繰り上げを実施。
- 平日の和歌山市19:41発の急行なんば行きを和歌山港19:35発に変更し、運行区間を延長。
- 一部列車の運行時刻や発車番線を変更。

#### 2024年4月6日
- 高師浜線の高架化完成に伴い、高師浜線の運行を再開[72]。

#### 2024年12月21日
- 特急「ラピートβ」において下り平日11本・土休日15本、上り9本を「ラピートα」に変更。
- 空港急行を平日下り2本・上り1本、土休日下り1本を増便（下りは和歌山市行き区間急行からの変更を含む）とともに、8両編成で運行する列車を増やす。
- 一部の区間急行・普通において発着駅の変更。
- 2000系が本線から撤退。
- 加太線において平日早朝の増便、平日夜間と土休日早朝の減便[73]。

#### 2025年7月26日
- 南海本線連続立体交差事業（堺市）の進捗に伴う、下り線路の仮線への切り替えにより、堺 - 浜寺公園間の5駅で、下り普通の発着時刻を変更[74]。

## 高野線・泉北線系統のダイヤ改正の変遷
1971年から2024年までは、当時別事業者であった泉北高速鉄道のダイヤ改正についても記述する。

### 1920年代以前

#### 汐見橋 - 橋本間の開業（1898年 - 1915年）
1898年1月30日に最初の区間である大小路（現・堺東） - 狭山間が開業し、同年4月2日に狭山 - 長野（現・河内長野）間、1900年9月3日に道頓堀（現・汐見橋） - 大小路間、1914年10月21日に長野 - 三日市町間、1915年3月11日に三日市町 - 橋本間、同年9月1日に橋本 - 紀ノ川口間が開業している。また1912年10月10日に全線の電化を行い、その後に開業した区間は当初より電化されている。
南海鉄道が大阪高野鉄道および高野大師鉄道を合併した1922年9月時点でのダイヤは以下の通り。
- 汐見橋 - 橋本間の直通列車を1日18往復、朝夕約50分間隔、それ以外の時間帯は1時間 - 1時間半間隔で運行。同区間の所要時間は1時間55分であった[76]。
- 汐見橋 - 三日市町間に9往復、汐見橋 - 長野間に3往復、汐見橋 - 狭山間に3往復、汐見橋 - 堺東間に10往復を運行[76]。
- 貨物列車として、汐見橋 - 橋本または紀ノ川口間に5往復、汐見橋 - 長野または長野 - 橋本間に各5往復を設定[76]。

#### 1923年12月1日
- 列車の名称を以下の通りに定める[76]。
  - 汐見橋 - 橋本間の電車：大運転
  - 汐見橋 - 三日市町間の電車：中運転
  - 汐見橋 - 堺東間の電車：小運転
- 汐見橋 - 橋本間の列車（大運転）を40分ごとに運行[6][76]。
- 三日市町発着、長野発着、狭山発着の列車を三日市町発着に概ね統一し、40分ごとに運行[76]。
- 汐見橋 - 堺東間（日中は汐見橋 - 西天下茶屋間）を40分ごとに運行[76]。

#### 1924年
1924年6月20日に橋本 - 紀ノ川口間に妻信号所が新設され、同年11月1日に妻信号所 - 学文路間が、同年12月25日に学文路 - 九度山間が開業している。また同年3月18日に住吉東 - 我孫子前間が複線化され、これを皮切りに複線化が進む。

#### 1925年3月15日
- 南海本線（難波方面）と高野線（九度山方面）の岸ノ里駅での連絡工事が竣工し、九度山行きの列車がすべて難波発となる[76][77]。
- 難波 - 三日市町間に、朝の上り方面1本と夕方の下り方面1本で急行を運行[7][76]。同区間の所要時間を50分とする[7][76]。
- 大運転（汐見橋 - 九度山）はすべて難波発着に変更し、一部の便を難波 - 三日市町間の運行に短縮する。これに対応して、中運転（汐見橋 - 三日市町）の一部を汐見橋 - 堺東間の運行に短縮する[76]。
- 小運転（汐見橋 - 堺東）を汐見橋 - 住吉東[注釈 3]間の運行に短縮する[76]。

#### 1925年7月30日
- 九度山 - 椎出（現・高野下）間が開業[75]。

この後の1926年2月に橋本電車庫が新設されている。

#### 1926年12月3日
- 南海本線（和歌山市方面）と高野線（汐見橋方面）の連絡線が竣工する[10]。

#### 1928年6月18日
- 高野山電気鉄道の高野下 - 神谷（現・紀伊神谷）間が開業[75]。当時は同区間の架線電圧を1500Vとしていたため、600Vであった南海鉄道線とは高野下駅で乗り換えていた。

#### 1928年8月
堺東 - 西村（現・初芝）間の複線化完了（同年6月22日）に伴う改正。
- 速達化を実施し、難波 - 高野下間の所要時間を約2時間から1時間40分に短縮する[76]。
- 急行を2往復に増発[7][76]。
- 大運転、中運転について、一部の便の運行区間が短縮されていたのを、元に戻す[76]。
- 小運転の運行区間を朝夕に汐見橋 - 堺東間に延長[76]。

#### 1929年2月21日
- 高野山電気鉄道の神谷 - 極楽橋間が開業し鉄道線が全通[75]。

#### 1929年11月
- 中運転を難波発着とし、代替として汐見橋 - 住吉東間の列車を同数増発[76]。
- 小運転をすべて汐見橋 - 堺東間に延長したうえ、朝夕に西村、狭山折り返し列車を設定[76]。
- これによる各区間の運行間隔は以下の通り[76]。
  - 汐見橋 - 住吉東間：20分
  - 住吉東 - 堺東間：約13分
  - 堺東 - 三日市町間：20分
  - 三日市町 - 高野下間：40分

この後の1930年4月12日に汐見橋 - 狭山間の複線化が完了する。

### 1930年代

#### 1930年6月29日
- 高野山電気鉄道の鋼索線（極楽橋 - 高野山間）が開業し全通[75]。

#### 1932年2月
- 汐見橋 - 西村間の列車をすべて北野田まで延長する[76]。
- 難波 - 北野田間の所要時間を6 - 8分短縮[76]。

#### 1932年4月28日
- 高野山電気鉄道が架線電圧を1500Vから600Vに変更したことにより、難波 - 極楽橋間の直通運転を開始[76][78]。

#### 1934年3月
弘法大師御入定千百年御遠忌大法会に伴い、以下の通り改正。
- 難波 - 三日市町間の列車を高野下まで延長（延長区間は不定期列車）し、これに接続する高野下 - 極楽橋間の不定期列車を新設。この不定期列車は三日市町 - 高野下間では橋本駅、九度山駅のみ停車する[76]。
- 難波 - 極楽橋間の列車は、従来朝夕に限り複線区間（難波 - 狭山）の小駅を通過していたが、大部分の列車が小駅（今宮戎、萩ノ茶屋、我孫子前、浅香山、百舌鳥八幡、中百舌鳥、萩原天神）を通過するように変更。これに伴い汐見橋 - 住吉東、堺東間運行の列車の一部を狭山まで延長[76]。
- 極楽橋発着の列車について、従来の始発の前と終発の後に不定期列車を設定[76]。

#### 1934年7月
弘法大師御入定千百年御遠忌大法会の終了に伴い、以下の通り改正。
- 三日市町 - 高野下間の不定期列車について、午前下り4本、午後上り4本を全区間定期列車に格上げ、和歌山線に接続する下り3本、上り4本を三日市町 - 橋本間で不定期列車のまま存続させた。その他の不定期列車は廃止された[76]。
- 定期列車は概ね変更なし[76]。

#### 1937年4月19日
- 狭山 - 金剛間を複線化[75]。

#### 1938年2月11日
- 金剛 - 長野間を複線化し、汐見橋 - 長野間の複線化が完了する[75]。

### 1940年代

#### 1946年5月
- 蒸気機関車により汐見橋 - 長野（現・河内長野）間で急行の運転を開始[79]。

#### 1946年7月1日
- 難波駅への乗り入れを再開[80]。

#### 1948年4月21日
- 難波駅を毎時15分に発車する列車を急行または準急行三日市町行き、毎時45分に発車する列車を急行（8 - 14時台のみ準急行）とする[81]。

#### 1949年
- 優等列車の難波駅発車時刻を毎時0分と30分に改める[81]。

### 1950年代

#### 1951年7月7日
- 特急「こうや号」の運転を開始[82]。

#### 1952年4月1日
- 特急を新設[82]。

#### 1955年7月5日
- ダイヤ改正を行う[83]。

#### 1957年7月1日
- スピードアップを行う[84]。

#### 1958年
『南海電気鉄道百年史』の巻末年表では8月1日、『関西の鉄道 No.46』では11月17日と記載されており、後者には「33.11.17」と書かれたダイヤグラムも掲載されている。
- 21000系が新製されたことにより、朝ラッシュ時に快速急行2本新設。河内長野駅以北の停車駅を北野田駅・堺東駅のみとする[85]。

#### 1959年12月20日
- 紀ノ川口支線（妻信号所 - 紀ノ川口）の営業を廃止[86]。

### 1960年代

#### 1961年7月5日
- 「こうや号」を20000系に置き換え[85]。
- 住吉東駅に下り副本線を新設し、スピードアップを行う。なお上り副本線は前年10月22日に新設されている[87]。

#### 1963年10月1日
- スピードアップを行う[88]。

#### 1964年5月20日または25日
『南海電気鉄道百年史』の巻末年表では20日、『親和 '64 6月号』および『車両発達史シリーズ 5 南海電気鉄道 上巻』では25日と記載されている。なお、同年同月25日に白鷺駅が開業している。
- 種別とその停車駅を以下の通り変更。なお、新たに新設された直行は現在の区間準急にあたると記載されている[90]。
  - 特急：堺東、橋本
  - 快速[注釈 4]：堺東、北野田、河内長野以南各駅
  - 急行（山線直通）：住吉東、堺東、三国ヶ丘、初芝、北野田、河内長野以南各駅
  - 急行（区間）：天下茶屋、住吉東、堺東、三国ヶ丘、白鷺、初芝、北野田、河内長野以南各駅
  - 準急（山線直通）：住吉東、堺東、三国ヶ丘、白鷺、初芝、北野田以南各駅
  - 直行：天下茶屋、住吉東、堺東以南各駅
  - 普通：各駅
- 山線直通準急21本を快速に格上げし、代替として直行21本を増発[85][90]。その他、種別の格上げ、増便を実施。

#### 1966年3月1日
- 前日の千代田車庫完成に伴い、千代田車庫信号場を新設[91]。
- 日曜・祝日ダイヤの導入[92]。
- 準急行上下6本を急行に、普通1本を直行に格上げ[93]。

#### 1966年9月1日
- ステンレスカー6000系での4両運転を開始[32][94]。

#### 1966年12月1日
新今宮駅開業に伴うダイヤ改正。南海本線と同時に実施。
- 直行の天下茶屋駅への停車、急行の三国ヶ丘駅への停車を取りやめる[85]。
- 急行23本が快速急行への格上げに伴い住吉東、三国ヶ丘、初芝を通過するようになり[24]、さらに5本増発される。昼間時の運転が40分ヘッドから30分ヘッドに変更[85]。
- ステンレスカー6000系の増備により、昼間の直行を全てステンレスカーとし、所要時間を短縮[85]。
- 今宮戎駅・萩ノ茶屋駅通過の普通を設定[85]。

#### 1967年11月1日
- 難波駅 - 堺東駅間運転の普通を今宮戎駅・萩ノ茶屋駅停車の各停に変更[85]。
- 早朝・夜間に残っていた急行を快速急行に格上げし、急行が全廃[85]。

#### 1968年11月1日
- 快速急行を急行に、直行を準急行に改称[95]。
- 急行をズームカーの21000系（21201系を含む）による運用とし、難波駅からの列車は高野下駅折り返し、高野下駅から極楽橋駅までの列車は1251系による運用とした[96]。

#### 1969年11月1日
- 22000系の投入により、朝ラッシュ時における一部の急行が6両編成で運行されるようになる（2両増結は河内長野で実施）[95]。

### 1970年代

#### 1970年11月23日
- 汐見橋 - 住吉東間の各停が岸ノ里駅で折り返しとなる[95]。
- 22000系の増備に伴い、朝夕ラッシュ時の急行の6両運転が増加。急行が極楽橋駅まで直通する[95]。
- 難波 - 河内長野間で区間急行が設定され、日中は毎時2本運転される[95]。

#### 1971年4月1日
- 泉北ニュータウンへのアクセス路線である泉北高速鉄道が開業し、難波駅 - 泉ケ丘駅間の直通列車が運行される。泉北高速線内の1時間あたりの本数は朝ラッシュ時で準急行（高野線直通）4本・各停（高野線直通）2本、昼間時で準急行（高野線直通）2本・各停（泉北高速線内折り返し）2本、夕ラッシュ時で準急行（高野線直通）5本・各停（高野線直通）1本[97][98]。
- 区間急行の6両運転を開始[34]。

#### 1971年11月10日
- 荷物電車を廃止[99]。

#### 1972年12月10日
- 準急行（少なくとも泉北高速線直通を含む[97]）・各停の一部が6両化[95]。
- 泉北高速線の朝ラッシュの本数を、1時間あたり準急行5本・各停1本に変更[97]。

#### 1973年12月7日
- 泉北高速鉄道の泉ケ丘 - 栂・美木多間が延伸開業[97]。
- 同年10月7日の架線電圧の1500Vへの昇圧に伴い、泉北高速線内のスピードアップを実施[97]。
- 泉北高速線の朝ラッシュに残っていた4両編成の準急行を、6両編成とする[97]。

#### 1974年3月24日
河内長野駅 - 三日市町駅間の複線化が完成したことによるダイヤ改正。
- 昇圧・複線化によるスピードアップ[100]。
- 急行の増結・解放を河内長野駅から三日市町駅に変更[100]。
- 泉北高速線において、朝ラッシュに各停（線内折り返し）を1時間に1本増発、夕ラッシュの各停を準急行に変更する[97]。
- 泉北高速線において、6両編成の列車の本数を増加[97]。

#### 1974年10月13日
- 朝ラッシュ時に泉北高速線直通の準急行を1本増発[97]。
- 夕ラッシュ時に下りの急行を6両編成とする[101]。

#### 1975年11月1日
- 朝ラッシュ時の区間急行、準急行（少なくとも泉北高速線直通を含む[97]）の一部が8両編成で運行される[102]。
- 日曜・祝日ダイヤの難波発8:00 - 10:05の急行が6両化[100]。
- 朝ラッシュ時に泉北高速線直通の準急行を1時間に1本増発して1時間に9本とし、このうち4本を8両編成とする[97]。
- 19時台に泉北高速線直通の下り準急行を2本増発[97]。
- 早朝の1往復を除き、泉北高速線の全列車を6両編成もしくは8両編成とする[97]。

#### 1977年8月20日
泉北高速鉄道の光明池延伸開業に伴うダイヤ改正。

#### 1978年1月23日
- 上りの準急3本を8両編成に増結[103]。

#### 1979年4月23日
- 朝ラッシュ時の泉北高速線直通の6両編成の準急行3本をすべて8両編成に変更する[104][105]。

#### 1979年6月3日
5月26日に天見駅 - 紀見峠駅間が複線化されたことによるダイヤ改正。
- 複線化によるスピードアップ[100]。
- 三日市町駅のホーム延伸に伴い、急行2本が難波 - 三日市町間で8両編成で運行されるようになる[100]。
- 泉北高速線において、昼間時に中百舌鳥折り返しの各停を1往復増発、夜間の各停を準急行に格上げ[104][106]。

### 1980年代

#### 1980年11月23日
難波駅の第3期改良工事が完成したことに伴うダイヤ改正。
- 夕方、夜間の下り急行4本が6両に増結される[100]。
- 難波駅の完成に伴い、夕方の下りの一部の時間を短縮[107]。
- 泉北高速線において、夕方と夜に上り各停を1本ずつ増発、その他増結を実施[104][107]。

#### 1981年11月22日
林間田園都市駅の開業に伴うダイヤ改正。
- 朝ラッシュ時の泉北準急行7本が10両編成の運行を開始、その他増結を実施[108][100]。
- 夕方、夜間の下り急行3本が6両に増結される[100]。
- 平日夜に、泉北高速線内折り返しの各停を下り2本増発[104][109]。
- 休日朝夕に、準急行8本、各停3本を増発[109]。

#### 1983年6月26日
6月5日に千早口駅 - 天見駅間、紀見峠駅 - 御幸辻駅間の複線化が完成したことによるダイヤ改正。
- 「こうや号」を30000系に置き換え、難波 - 橋本間の座席指定通勤特急が設定される[110]。
- 「こうや号」を含む特急が河内長野に停車する[110]。
- 朝ラッシュ時の上り急行1本が新たに4両増結による8両編成で運行される。上り急行1本が新たに2両増結による6両編成で運行される[110]。
- 平日夕方に、泉北高速線内折り返しの各停を8本増発[104][111]。

#### 1984年3月11日
3月6日に三日市町駅 - 千早口駅間の複線化が完成したことによるダイヤ改正。なお、同年9月1日に美加の台駅が開業。
- 林間田園都市駅発着の急行1本が増発。この列車は20mステンレス車で運行され、20m車両が初めて三日市町駅 - 林間田園都市駅間を運行する（三日市町駅で4両増結、8両編成で運行）[110]。
- 昼間時の急行も三日市町での増結による6両編成で運行[110]。
- 泉北高速線において、朝の輸送力増強を実施[104]。

#### 1985年6月16日
- 区間急行43本と急行1本を林間田園都市駅まで延長[39]。
- 朝ラッシュ時の区間急行を1本増発[39]。
- 平日ダイヤにおいて、泉北高速線内折り返しの朝の各停1往復を準急行に格上げ、夜に泉北高速線内折り返しの各停を2本増発、その他一部増結[104][113]。

#### 1987年3月29日
- 難波 - 橋本間特急2本を増発し、「こうや号」が8本、難波 - 橋本間特急が4本となる[39]。
- 泉北高速鉄道線直通の区間急行が新設される。平日朝ラッシュ上り4本、平日夕ラッシュ下り5本の設定[114][110]。
- 昼間時間帯の泉北準急行を毎時3本に増発などにより、平日37本、休日22本増発[114][110]。

#### 1989年9月3日
この改正より、大阪府都市開発株式会社の車両の運用区間を難波 - 光明池間に限定している。
- 難波 - 橋本間特急3本を増発[39]。
- 朝ラッシュ時・夜間の急行5本が8両編成化された[39]。
- 夕ラッシュ時の泉北準急行4本の8両化と夜間の準急行を1本増発[39][115]。
- 難波から橋本・河内長野・堺東・光明池への終列車の繰り下げ[39][115]。
- 平日朝に泉北高速線内折り返しの各停上り5本を8両に増結[115]。
- 平日夕方以降に泉北高速線内折り返しの各停を増発[115]。
- 休日深夜の泉北高速線のダイヤを、増発などにより平日と同一のダイヤに変更[115]。

### 1990年代

#### 1990年7月1日
この改正より、泉北高速線内折り返しの各停はすべて大阪府都市開発株式会社の乗務員による運転となる。
- 難波 - 橋本間の特急が林間田園都市に停車し、1本増発する[39]。
- 急行等3本を林間田園都市から8両編成化する[39]。
- 三日市町発着の区間急行1本、夜間に林間田園都市行き区間急行2本を増発。
- 河内長野駅4番線の完成に伴い、4番線を使用した特急と急行等の接続を開始[117]。
- 休日ダイヤにおいて、三日市町行き2本を林間田園都市行きに延長[117]。
- 平日の朝9時台と午後に泉北高速線内折り返しの各停を計4往復増発[118][116]。
- 泉北高速線において、平日夜間に準急行および泉北高速線内折り返しを増発[116]。
- 休日朝5時台に泉北高速線内折り返しの各停を増発[116]。

#### 1990年11月14日
- 5000系の投入により、朝・夕方ラッシュの泉北高速線内折り返しの各停を8両編成に増結[118][119]。

#### 1992年4月5日
この改正より、泉北高速線の列車は区間急行を除きすべて大阪府都市開発株式会社の乗務員による運転となる。
- 泉北高速線において、昼間を中心に泉北高速線内折り返しの各停を増発[121][120]。

#### 1992年11月10日
- 難波 - 橋本間の特急が「りんかん」と命名される。同時に「こうや号」を「こうや」に改称[39]。
- 「りんかん」を8本増発し、「こうや」が8本、「りんかん」が16本となる[39]。
- 全ての特急が林間田園都市駅に停車[39]。
- 特急・急行が金剛駅に停車[39]。
- 難波 - 橋本間の急行1往復が20mステンレス車の運用に変更[122]。20m車両が初めて林間田園都市 - 橋本間を運行する[122]。
- 朝ラッシュ時と夕方、夜間時間帯における運転区間延長と長編成化を行う[121][39]。
- 昼間時間帯の泉北準急行を1時間につき4本に増発[121][39]。同時間帯の泉北高速線は1時間につき準急行4本、各停2本の運転となる。
- 難波から三日市町・堺東への終列車の繰り下げ[39]。

#### 1994年から1995年にかけての汐見橋線の時刻変更（詳細時期不明）
『1994南海時刻表』（高野線は1992年11月10日改定）と『1995南海時刻表』（高野線は1995年9月1日改定）を比較すると、汐見橋駅 - 岸里玉出駅間において時刻変更が行われている。

#### 1995年3月5日
同年4月1日の光明池 - 和泉中央間延伸に対応したダイヤ改正。
- 平日、休日とも、朝夕に泉北高速線内折り返しの各停を増発。一部増結[123]。

#### 1995年9月1日
御幸辻駅 - 橋本駅間の複線化完成（1972年3月からの河内長野駅 - 橋本駅間複線化工事の完了）に伴うダイヤ改正。
- 難波 - 橋本間に「りんかんサンライン」の愛称が付けられる[39]。
- 急行の増結・解放を三日市町駅から橋本駅に変更。橋本駅まで8両編成での乗り入れが可能となるとともに、所要時間が短縮[39]。
- 朝ラッシュ時の急行2本が難波 - 河内長野間において10両編成で運行されるようになる[39]。
- 夕ラッシュ時の増発、長編成化を行う[39]。
- 泉北高速線直通の区間急行について、下りの5本のうち2本を準急行に置き換える[121][124]。
- 光明池発着の一部列車を和泉中央発着に延長する[125]。
- 泉北高速線内折り返しの各停を増発[121][125]。

#### 1996年11月24日
- 区間急行と準急行が天下茶屋駅に停車。10月の南海線の改正と同様、地下鉄堺筋線、阪急千里線、阪急京都本線との乗り換え利便性が向上[45][46]。
- 休日ダイヤに代わり、土曜・休日ダイヤを導入[45]。
- 土休日朝に、泉北高速線内の上りの本数を準急行6本、各停6本とする[126]。
- 泉北高速線において、日中・夜を中心に6両編成から8両編成に変更[126]。

#### 1997年4月1日
- 泉北高速線において、増結を実施し、平日朝の上り全列車が8両編成または10両編成となる[127]。

#### 1998年7月1日
- 泉北高速線において、平日夜の光明池発着の一部列車を和泉中央発着に延長、平日夜に増結を実施[128]。

### 2000年代

#### 2000年12月23日
- 特急と急行が天下茶屋駅に停車。高野線の全列車が停車するようになる[47][129]。
- 汐見橋駅 - 岸里玉出駅間（通称・汐見橋線）でワンマン運転開始[50][129]。
- 同年4月のさやま遊園閉鎖に伴い、狭山遊園前駅を大阪狭山市駅に改称[50][129]。
- 特急列車関係：31000系を新造し、特急列車の増便・増車を実施[50][130]。
  - 平日昼間の「りんかん」1往復を早朝・深夜時間帯に振り替え。
  - 冬季運休の「こうや」2往復を通年運行とする。
  - 土休日に「こうや」1往復（冬季は橋本駅発着）を増発[131]。
  - 平日ダイヤにおいて朝と夕方から夜間の特急「りんかん」8両運転開始（1往復のみ難波駅 - 橋本駅間で「こうや」・「りんかん」の併結運転）[131]。
- 平日10 - 22時台、土休日8 - 21時台の運行形態を変更。急行・準急行（泉北高速線直通）・各停を順に運転し、区間急行の運転を休止。各停は原則河内長野駅発着とする[131]。
  - 運転間隔は昼間、夜間が12分、朝夕が10分。
  - 昼間時間帯の急行は極楽橋駅・林間田園都市駅・三日市町駅発着の順で繰り返し運転。

#### 2003年5月31日
- 快速急行が新設された[132]。
- 「りんかん」とJR和歌山線の橋本駅での接続を改善[132]。
- 昼間のパターンを変更。急行について、なんば駅を快速急行極楽橋、急行三日市町、急行高野下、急行三日市町、急行林間田園都市の順に発車するようにした。
- 土休日の朝夕の運転間隔が10分から12分に伸びた。
- 高野線での17m車による10両運転を取りやめる。
- 平日朝の各停和泉中央発難波行き1本を準急行に変更[133]。
- 土休日6 - 7時台の上り準急行（泉北高速線直通）を毎時5本とした[133]。

#### 2005年10月16日
- 特急列車関係
  - 平日夜の特急の発着時刻を変更し、下りは金剛で各停、河内長野で区間急行に接続するダイヤとする。
  - 土休日の「りんかん」を3往復（うち2往復は冬季運休）増発。
  - 土休日の「こうや」3本のなんば駅発車時刻を0分または30分とした。
  - 土休日の8両運転を開始。平日も増車を行った。
- 橋本駅 - 極楽橋駅間でワンマン運転を実施し、運転系統を分断。難波駅 - 高野下駅・極楽橋駅間の急行の多くが橋本駅折り返しとなる。
- 昼間以降の急行のうち、1時間に2本程度を区間急行に戻した。
- 光明池発着の一部列車を和泉中央発着に延長した[134]。
- 平日朝の泉北高速線上り列車について、10両編成を4本とし、残りを8両編成とした[134]。
- 平日18 - 20時台の下り準急行（泉北高速線直通）の6両編成での運行を取りやめ、すべて8両編成とした。また、土休日6 - 9時台の上り準急行（泉北高速線直通）を2本を除き8両編成とした[134]。

#### 2007年8月25日
これ以降、2013年10月26日変更までは「ダイヤ改正」ではなく「ダイヤ変更」として発表している。
- 「りんかん」と極楽橋発の各停の接続を改善した。
- 夕方以降の三日市町以南への速達性の向上を図った。
  - 平日夜の下り区間急行4本を急行に変更した。
  - 夜の下り「りんかん」の時刻を変更し、河内長野駅で接続する区間急行の待避時間を短縮。
- 橋本駅での乗り継ぎを改善した。

#### 2008年11月1日
- 特急列車関係
  - 平日朝に従来は回送列車であった下り「りんかん」1本を増発。
  - 3-10月の月・火・金曜日に「こうや」1往復と「りんかん」1往復を増発。
  - 土休日の「こうや」2往復（冬季は橋本発着）を増発。「りんかん」をすべて通年運転とする。
  - 8-18時台（11時台除く）のなんば駅発車時刻を0分とした。
- 平日夕方の下り急行2本を快速急行として速達化するとともに、橋本駅でのJR和歌山線との接続を改善。
- 橋本 - 極楽橋間を減便。
- 一部の駅の停車時分を延長。

#### 2009年7月3日
「天空」の定期運行を開始した。本数は1日2往復。3 - 11月は水曜日・木曜日を除き運行（水曜日・木曜日が休日の場合は運行）、12-2月は土・休日のみ運行する。

### 2010年代

#### 2012年11月23日
- 平日の光明池発3本を和泉中央発に、光明池行き2本を和泉中央行きに、和泉中央行き1本を光明池行きに変更[136]。
- 平日夕方の和泉中央発の運行間隔の均等化を図った。
- 区間急行の10両編成での運転を取りやめ、すべて8両とした。なお、準急行の10両編成での運転も翌年7月22日の両数変更で取りやめられた[137]。
- 和泉中央23:25発の各停中百舌鳥行きを増発し、終電を繰り下げ。

#### 2013年10月26日
- 特急列車関係
  - 夜の「りんかん」を平日2往復増発。これに伴い一部列車を8両から4両に変更。
  - より広いエリアの通勤に利用しやすくするため、1往復の発着時刻を変更。
- 昼間の急行を1時間に1本程度区間急行に変更。
- 平日20時台の運転間隔が10分から12分に伸びた。
- 橋本駅での接続を改善。
- 「天空」を3-11月の土・休日に1往復増発。
- 平日に高野線系統の下り準急行（なんば23:40発三日市町行き）が新設される。

#### 2015年12月5日
- 特急列車関係[138]
  - 泉北線直通の特急「泉北ライナー」を新設。
  - 「こうや」の土休日3往復（従来から冬季橋本発着の列車を含む）を冬季運休または橋本発着とする。
  - 「りんかん」を平日1往復、土休日2往復削減。
  - 3-10月の月・火・金曜日に設定されていた「こうや」1往復と「りんかん」1往復を削減。
  - 平日の「りんかん」1往復を除き、すべての列車を4両編成とする。
- 昼間のパターンを変更。高野線系統の速達列車、泉北線系統の速達列車、各停河内長野発着をそれぞれ約15分間隔で運行し、さらに各停を30分間隔で運行する。
  - 区間急行三日市町行きを削減し、高野線系統の速達列車を毎時4本とする。
  - 泉北線系統の速達列車は、準急行が毎時5本運転されていたものを、区間急行2本と準急行2本に改める。
  - 急行と各停の接続駅を堺東駅・北野田駅から堺東駅・金剛駅に変更したため、各停は原則河内長野発着となる。
  - 30分間隔で運行される各停は、泉北線系統が6往復、高野線系統が4往復であった。堺東で泉北線系統の区間急行と接続していた。また高野線系統の各停は、泉北線内の各停と接続していた。
- 早朝、深夜を除く全時間帯で、泉北線直通の区間急行が設定される。
- 朝と夕方以降の泉北線直通準急行の一部を、区間急行または特急「泉北ライナー」に置き換え。
- 朝と夕方以降の泉北線内の各停を削減。
- 地下鉄御堂筋線との接続を図るため、堺東駅行き下り最終列車の発車時刻を5分繰り下げ、なんば駅24時25分発とする。

#### 2017年8月26日
- 泉北ライナーの増発[139][140]。
- 昼間のパターンを再変更。高野線系統の速達列車、泉北線区間急行、各停をそれぞれ約15分間隔で運行し、さらに泉北線準急行と泉北線内各停をそれぞれ30分間隔で運行する。
  - 泉北線系統の区間急行を増発し、毎時4本とする。
  - 急行と各停の接続駅を堺東駅・北野田駅に戻したため、金剛、千代田発着の各停が再度設定された。
  - 30分間隔で運行される各停は泉北線内のみの運転となった。準急行と合わせ、中百舌鳥に停車する泉北線の列車はおよそ15分間隔となる。
- 夕方以降の泉北線直通一般列車を準急行に統一し、特急「泉北ライナー」にかかわらず約10分間隔となるよう改善。
- 日中及び平日深夜の難波 - 和泉中央間の各停が全廃され、泉北線の各停は中百舌鳥 - 和泉中央間のみとなった。

#### 2017年の台風の影響による特別ダイヤ
台風21号の影響により、高野線では高野下駅 - 極楽橋駅間が運転を見合わせたことから、特別ダイヤでの運行となった。

#### 2018年3月31日
- ダイヤ修正。高野下駅 - 極楽橋駅間の復旧に伴い、列車行き違い設備を上古沢駅から下古沢駅に移設したため、橋本駅 - 高野山駅間の発着時刻を変更[141]。

### 2020年代

#### コロナ禍の影響
新型コロナウイルス感染症の影響により、2020年4月24日から同年7月19日まで「天空」を運休とした。また、2021年4月29日より難波0:25発の各停堺東行きを運休とした。

#### 2021年5月22日
- 運休中の難波0:25発の各停堺東行きの運転を取りやめ、終電を繰り上げ[67]。

#### 特急車両事故とその復旧による特急の運行形態変更
2022年5月27日未明に小原田車庫内にて入換中の30000系30001編成が脱線事故を起こしたため、2022年11月2日まで一部の「りんかん」、2023年4月28日まで一部の「こうや」を運休とした。

#### 2024年1月20日
- 土休日の朝に季節運行の「こうや」下り1本を増発[148]。
- 極楽橋駅観光への便宜を図るため、土休日の下り「こうや」を中心に鋼索線との乗り換え時間を延長。
- 橋本駅 - 極楽橋駅間の本数を見直し。
- 土休日の一部列車において、九度山駅での停車時間を延長。
- 中百舌鳥駅4番線へのホームドア設置に伴い、同駅での停車時間を延長。
- その他、一部列車の増便や減便、区間変更、時刻変更を実施。

なお、2024年11月11日より、一部列車の使用車両を4扉車から2扉車に変更している。

#### 2024年12月21日
- 汐見橋駅 - 岸里玉出駅間において、最終列車の時間を繰り上げ[73]。
- なお、2025年4月1日より、泉北高速鉄道は南海への吸収合併により、南海所有の路線となったため、路線名を「南海泉北線」（高野線の枝線だが、駅ナンバリングに枝番が付かず、またラインカラーが高野線とは異なる色となり、南海本線に対する空港線と同様に本線扱いとなる）に変更した。